# Biťug
Biťug (rusky Битюг) je řeka ve Voroněžské oblasti s horním tokem v Tambovské oblasti v Rusku. Je dlouhá 379 km. Povodí řeky má rozlohu 8840 km².

## Průběh toku
Protéká přes Ocko-donskou rovinu. Pravý břeh je vysoký a částečně porostlý lesem, zatímco levý je nízký a stepní. Údolí řeky je široké a hodně bažinaté. V povodí řeky se nachází více než 400 jezer. Ústí zleva do Donu.

## Vodní režim
Zdrojem vody jsou sněhové srážky. Průměrný průtok vody u města Bobrovo činí 18,2 m³/s. Zamrzá v polovině prosince a rozmrzá na konci března až na začátku dubna.